# Roan Carneiro
Roan Carneiro (Rio de Janeiro, 2 de junho de 1978) é um lutador brasileiro de artes marciais mistas, que atualmente compete no peso-médio do Ultimate Fighting Championship. Competidor desde 2000, ele já competiu no DEEP, e foi vencedor do Torneio de Oito Lutadores de Meio Médios do Battleground MMA, vencendo três lutas na mesma noite.

## Carreira no MMA

### Começo da carreira
Carneiro começou a lutar MMA profissionalmente em 2000 aos 22 anos no Brasil. Uma de suas primeiras derrotas foi para o futuro Campeão Peso Médio do UFC Anderson Silva. Ele manteve um cartel de 10-6 antes de assinar com o Ultimate Fighting Championship.

### Ultimate Fighting Championship
Em Abril de 2007, Carneiro estreou no UFC. Ele enfrentou Rich Clementi no UFC Fight Night: Stevenson vs. Guillard em sua estréia e venceu a luta por decisão unânime.
Carneiro então enfrentou Jon Fitch no UFC Fight Night: Stout vs. Fisher. Ele perdeu a luta por finalização no segundo round.
Em sua terceira luta no UFC, Carneiro enfrentou Tony DeSouza no UFC 79 em 29 de Dezembro de 2007. Ele venceu a luta por nocaute técnico no segundo round.
Carneiro em seguida enfrentou Kevin Burns no UFC 85 em 7 de Junho de 2008. Ele perdeu a luta por finalização no segundo round.
Para sua quinta luta no UFC, Carneiro enfrentou Ryo Chonan no UFC 88 em 6 de Setembro de 2008. Ele perdeu a luta por decisão dividida. Após a derrota, ele foi demitido de seu contrato.

### Battleground MMA
Após lutar por promoções independentes entre 2009 e 2013, Carneiro assinou para competir em um torneio de oito lutadores de uma noite do BattleGrounds MMA em 3 de Outubro de 2014. Nas quartas de final, ele derrotou Randall Wallace por finalização no primeiro round. Nas semifinais, ele derrotou Trey Houston por nocaute técnico no segundo round. Na final, Carneiro derrotou Brock Larson por decisão unânime e se tornou o campeão do torneio.

### Retorno ao UFC
Em Dezembro de 2014, foi anunciado que Carneiro havia reassinado com o UFC. Em sua luta de retorno, Carneiro enfrentou Mark Muñoz em 28 de Fevereiro de 2014 no UFC 184. Ele venceu a luta por finalização técnica com um mata leão no primeiro round.
Carneiro era esperado para enfrentar Gegard Mousasi em 27 de Setembro de 2015 no UFC Fight Night: Barnett vs. Nelson. No entanto, uma lesão tirou Carneiro da luta e ele foi substituído por Uriah Hall.
Carneiro enfrentou Derek Brunson em 21 de Fevereiro de 2016 no UFC Fight Night: Cowboy vs. Cowboy e perdeu por nocaute técnico no primeiro round após sofrer uma sequencia avassaladora.

## Atuando
Carneiro fez o papel do lutador de MMA ficcional Marco Santos no filme de MMA Guerreiro.

## Títulos

### Artes marciais mistas
- BattleGrounds MMA
  - Campeão do Torneio do BattleGrounds MMA

## Cartel no MMA
| Cartel no MMA   |             |             |
| 32 lutas        | 21 vitórias | 11 derrotas |
| Por nocaute     | 2           | 3           |
| Por finalização | 10          | 4           |
| Por decisão     | 9           | 4           |

| Res.    | Cartel | Oponente                  | Método                               | Evento                                  | Data       | Round | Tempo | Local                   | Notas                                       |
| ------- | ------ | ------------------------- | ------------------------------------ | --------------------------------------- | ---------- | ----- | ----- | ----------------------- | ------------------------------------------- |
| Derrota | 21-11  | Ryan LaFlare              | Decisão (unânime)                    | UFC 208: Holm vs. de Randamie           | 11/02/2017 | 3     | 5:00  | New York, New York      |                                             |
| Vitória | 21-10  | Kenny Robertson           | Decisão (dividida)                   | UFC Fight Night: Poirier vs. Johnson    | 17/09/2016 | 3     | 5:00  | Hidalgo, Texas          |                                             |
| Derrota | 20-10  | Derek Brunson             | KO (socos)                           | UFC Fight Night: Cowboy vs. Cowboy      | 21/02/2016 | 1     | 2:38  | Pittsburgh, Pensilvânia |                                             |
| Vitória | 20-9   | Mark Muñoz                | Finalização Técnica (mata leão)      | UFC 184                                 | 28/02/2015 | 1     | 1:40  | Los Angeles, Califórnia | Luta nos Médios.                            |
| Vitória | 19-9   | Brock Larson              | Decisão (unânime)                    | BattleGrounds MMA 5: O.N.E.             | 04/10/2014 | 3     | 5:00  | Tulsa, Oklahoma         | Final do Torneio de Meio Médios.            |
| Vitória | 18-9   | Trey Houston              | TKO (socos)                          | BattleGrounds MMA 5: O.N.E.             | 04/10/2014 | 2     | 2:11  | Tulsa, Oklahoma         | Semifinal do Torneio de Meio Médios.        |
| Vitória | 17-9   | Randall Wallace           | Finalização (chave de braço)         | BattleGrounds MMA 5: O.N.E.             | 04/10/2014 | 1     | 3:29  | Tulsa, Oklahoma         | Quartas de Final do Torneio de Meio Médios. |
| Vitória | 16-9   | Sean Huffman              | Finalização (mata-leão)              | Wild Bill's Fight Night 60              | 18/10/2013 | 1     | 1:59  | Duluth, Geórgia         | Peso casado (180 lbs).                      |
| Vitória | 15-9   | Jung Hwan Cha             | Finalização Técnica (chave de braço) | Road FC 7: Recharged                    | 24/03/2012 | 1     | 4:41  | Seul                    | Peso casado (176 lbs).                      |
| Derrota | 14-9   | Tommy Depret              | Finalização (chave de braço)         | United Glory 13                         | 19/03/2011 | 1     | 2:36  | Charleroi               | Semifinal do Torneio de Meio Médios.        |
| Vitória | 14-8   | Luis Ramos                | Decisão (unânime)                    | United Glory 12                         | 16/10/2010 | 3     | 5:00  | Amsterdã                | Quartas de Final do Torneio de Meio Médios. |
| Vitória | 13-8   | Jorge Patino              | Decisão (unânime)                    | Shine Fights 2: ATT vs. The World       | 04/09/2009 | 3     | 5:00  | Miami, Flórida          |                                             |
| Derrota | 12-8   | Ryo Chonan                | Decisão (dividida)                   | UFC 88                                  | 06/09/2008 | 3     | 5:00  | Atlanta, Geórgia        |                                             |
| Derrota | 12-7   | Kevin Burns               | Finalização (triângulo)              | UFC 85                                  | 07/06/2008 | 2     | 2:53  | Londres                 |                                             |
| Vitória | 12-6   | Tony DeSouza              | TKO (socos)                          | UFC 79                                  | 29/12/2007 | 2     | 3:33  | Las Vegas, Nevada       |                                             |
| Derrota | 11-6   | Jon Fitch                 | Finalização (mata-leão)              | UFC Fight Night: Stout vs. Fisher       | 12/06/2007 | 2     | 1:07  | Hollywood, Flórida      |                                             |
| Vitória | 11-5   | Rich Clementi             | Decisão (unânime)                    | UFC Fight Night: Stevenson vs. Guillard | 05/04/2007 | 3     | 5:00  | Las Vegas, Nevada       |                                             |
| Derrota | 10-5   | Fabio Negão               | Decisão (unânime)                    | Cla Fighting Championships 1            | 23/11/2006 | 3     | 5:00  | Brasil                  |                                             |
| Vitória | 10-4   | Yoshitomo Watanabe        | Finalização (katagatame)             | Show Fight 5                            | 09/11/2006 | 1     | 1:36  | Brasil                  |                                             |
| Vitória | 9-4    | Daisuke Ishii             | Decisão (unânime)                    | DEEP: 25 Impact                         | 04/08/2006 | 3     | 5:00  | Tóquio                  |                                             |
| Derrota | 8-4    | Leonardo Nascimento Lúcio | TKO (interrupção do córner)          | WCFC: No Guts No Glory                  | 18/03/2006 | 1     | 5:00  | Inglaterra              | Final do Torneio de Médios.                 |
| Vitória | 8-3    | Gregory Bouchelaghem      | Decisão (dividida)                   | WCFC: No Guts No Glory                  | 18/03/2006 | 3     | 5:00  | Inglaterra              | Semifinal do Torneio de Médios.             |
| Vitória | 7-3    | Matt Horwich              | Decisão (dividida)                   | WCFC: No Guts No Glory                  | 18/03/2006 | 3     | 5:00  | Inglaterra              | Quartas de Final do Torneio de Médios.      |
| Vitória | 6-3    | Claudio Mattos            | Finalização (estrangulamento)        | Fight for Respect 1                     | 15/10/2005 | N/A   | N/A   | Portugal                |                                             |
| Derrota | 5-3    | Ryo Chonan                | TKO (interrupção médica)             | DEEP: 18th Impact                       | 12/02/2005 | 3     | 2:15  | Tóquio                  | Interrupção devido a um corte.              |
| Vitória | 5-2    | Paul Jenkins              | Finalização (mata-leão)              | Shooto: Switzerland 2                   | 04/09/2004 | 1     | N/A   | Suíça                   |                                             |
| Vitória | 4-2    | Rodrigo Ruas              | Decisão (unânime)                    | Absolute FC: Brazil 1                   | 28/08/2004 | 3     | 5:00  | Brasil                  |                                             |
| Vitória | 3-2    | Adriano Verdelli          | Finalização (anaconda choke)         | Meca World Vale Tudo 9                  | 01/08/2003 | 1     | 1:11  | Rio de Janeiro          |                                             |
| Vitória | 2-2    | Sebastian Borean          | Finalização (estrangulamento)        | Argentina Fighting Championships 1      | 10/05/2003 | 1     | N/A   | Argentina               |                                             |
| Vitória | 1-2    | Carlos Esponja            | Finalização (socos)                  | Meca World Vale Tudo 7                  | 08/11/2002 | 1     | N/A   | Curitiba                |                                             |
| Derrota | 0-2    | Anderson Silva            | Finalização (socos)                  | Meca World Vale Tudo 6                  | 31/01/2002 | 1     | 5:33  | Curitiba                |                                             |
| Derrota | 0-1    | Marcelo Belmiro           | Decisão (unânime)                    | Heroes 1                                | 24/07/2000 | 1     | 10:00 | Rio de Janeiro          |                                             |